# Lillefinger (tv-serie)
Lillefinger er en dansk animeret tv-serie i 26 afsnit fra 2015, der er instrueret af Mette Skov efter manuskript af hende selv og Paola Pellettieri.
Serien handler om Lillefinger, der bor i et træhus sammen med sin familie. Hans bedste ven er Myren, der bor alene i en jordhule.

## Afsnit
| # | Titel              | Første sendedag |
| --- | ------------------ | --------------- |
| 1 | "Hulen"            |                 |
| Nogle gange er det godt at have en hule sammen med sin bedste ven, hvor man kan bo, helt uden nogen voksne. |                    |                 |
| 2 | "Myrens fly"       |                 |
| Myren tager en flyvetur i et legetøjsfly, Lillefinger lige har fundet. |                    |                 |
| 3 | "Huske-glemmeleg"  |                 |
| Lillefinger og Myren hjælper Lillefingers bedstefar med at huske. |                    |                 |
| 4 | "Klippesprækken"   |                 |
| Selvom det er farligt kan Lillefinger og Myren ikke lade være med at se ned i den dybe klippesprække. |                    |                 |
| 5 | "Sommertrolddom"   |                 |
| Lillefinger og Myren sover med blomster under puden, for så går deres ønsker i opfyldelse. |                    |                 |
| 6 | "Ødeskoven"        |                 |
| Lillefinger bliver sur på Myren og løber sin vej, men pludselig er han helt alene i en uhyggelig skov. |                    |                 |
| 7 | "Kongen"           |                 |
| Myren leger konge, og alle synes han er sjov. Så sjov at det er svært for kongen at komme til orde. |                    |                 |
| 8 | "Tågen"            |                 |
| Lillefingers bold bliver væk i en tyk tåge og sammen med Myren, går han ind i det hvide for at finde den. |                    |                 |
| 9 | "Stormfuld dag"    |                 |
| Myren synes alting er kedeligt, han synes også at vinden godt kunne tage at være lidt sjovere. |                    |                 |
| 10 | "Undskyld"         |                 |
| Myren kommer til at smadre en rude, men Lillefingers mor tror det er Lillefinger, der har gjort det. |                    |                 |
| 11 | "Det uhyggelige"   |                 |
| Myren og Lillefinger beslutter sig for at gå ind i den uhyggelige skov. |                    |                 |
| 12 | "Den skæve kasse"  |                 |
| Lillefinger skal hjælpe sin far med at bygge en kasse. Myren kommer forbi og vil også gerne være med. |                    |                 |
| 13 | "Alene i verden"   |                 |
| Myren kan ikke finde hverken Lillefinger eller hans familie og føler sig forladt og alene. |                    |                 |
| 14 | "På glatis"        |                 |
| Lillefinger kan ikke stå på skøjter, men Myren vil gerne lære ham det. |                    |                 |
| 15 | "Det frosne dyr"   |                 |
| Myren og Lillefinger finder et dyr, der er frosset inde i en isblok. |                    |                 |
| 16 | "Hvid kold vinter" |                 |
| Myren har en mærkelig følelse indeni, sådan en trist følelse, og den ikke vil gå væk. |                    |                 |
| 17 | "Min bedste ven"   |                 |
| Lillefinger har travlt med noget og slet ikke tid til at ses med sin bedste ven. Det kan Myren ikke forstå, og bliver både ked af det og sur, lige indtil han finder ud af, hvad det er Lillefinger har så travlt med. |                    |                 |
| 18 | "Lillebror"        |                 |
| Det er ikke altid nemt at være den lille, heller ikke når der skal pyntes juletræ. |                    |                 |
| 19 | "Det gamle år"     |                 |
| Lillefinger inviterer Myren til nytårsaften. |                    |                 |
| 20 | "Konkurrencen"     |                 |
| Hvem har de stærkeste ben? Lillefinger, Myren, Kaninungen og flueungerne konkurrerer ude i bakkerne. |                    |                 |
| 21 | "Påskeægget"       |                 |
| Lillefingers bedstefar kommer med påskeæg, fulde af slik. |                    |                 |
| 22 | "Lille sky"        |                 |
| Lillefinger møder en dejlig blød sky, som han kan flyve rundt på. Myren vil også gerne prøve. |                    |                 |
| 23 | "Hjælp jeg falder" |                 |
| Lillefingers drage flyver væk og lander aller øverst oppe i klatretræet. |                    |                 |
| 24 | "Marmeladetyven"   |                 |
| Myren har ikke tid til at lege med Lillefinger, han leger med flueungerne inde i sit hus. |                    |                 |
| 25 | "Hindbærret"       |                 |
| To flueunger er kommet op at skændes om et hindbær. Lillefinger og Myren forsøger at få dem til at enes. |                    |                 |
| 26 | "Fødselsdagen"     |                 |
| Lillefinger og Myren fejrer fødselsdag for klatretræet. |                    |                 |

## Stemmer
- Sarah My Kia Leth - Lillefinger
- Nicolai Luis Vazquez Winther - Myren
- Niels Ellegaard - Far
- Sofie Stougaard - Mor
- Claus Bue - Bedstefar
- Nikolai Aamand - Storebror, Kaninunge
- Siri-Anna Roswall Mattson - Storesøster
- Frida Luna Roswall Mattson - Mariehøne, Mariehøns
- Frederik Skov Madsen - Myrebarn, Flueunge
- Bjørn Skov Madsen - Myrebarn, Flueunge
- Milo Loui Dan Dalsgaard - Bi